# Pardosa atrata
Pardosa atrata är en spindelart som först beskrevs av Tord Tamerlan Teodor Thorell 1873.  Pardosa atrata ingår i släktet Pardosa och familjen vargspindlar. Arten är reproducerande i Sverige. Inga underarter finns listade i Catalogue of Life.